# Turhenieve, Bilohirsk
Turhenieve (în ucraineană Тургенєве) este un sat în comuna Novojîlivka din raionul Bilohirsk, Republica Autonomă Crimeea, Ucraina.

## Demografie
Componența lingvistică a localității Turhenieve
     Tătară crimeeană (47,32%)
     Rusă (35,21%)
     Ucraineană (4,51%)
     Belarusă (2,82%)
     Alte limbi (0,28%)
Conform recensământului din 2001, nu exista o limbă vorbită de majoritatea populației, aceasta fiind compusă din vorbitori de tătară crimeeană (47,32%), rusă (35,21%), ucraineană (4,51%) și belarusă (2,82%).